# Camillina colon
Camillina colon är en spindelart som beskrevs av Norman I. Platnick och Mohammad Umar Shadab 1982. Camillina colon ingår i släktet Camillina och familjen plattbuksspindlar.
Artens utbredningsområde är Panama. Inga underarter finns listade.